# Evert Karlsson
Evert Gotthardt Karlsson (* 4. August 1920 in Løkken Verk, Norwegen; † 23. Mai 1996 in Örnsköldsvik, Schweden) war ein schwedischer Skispringer.

## Werdegang
Sein erstes großes Turnier bestritt Karlsson mit der Teilnahme an den Olympischen Winterspielen 1948 in St. Moritz. Dort konnte er mit Sprüngen auf 65,5 und 68 Meter den 11. Platz erreichen. Damit war er der erfolgreichste schwedische Teilnehmer in dieser Disziplin. Bei den Schwedischen Meisterschaften 1949 von der Normalschanze gewann er seinen ersten und einzigen nationalen Meistertitel. Nachdem 1950 die Heini-Klopfer-Skiflugschanze eröffnet worden war, reiste er häufig nach Deutschland, da er hier erstmals Sprünge über 100 Meter absolvieren konnte.